# GTFO (игра)
GTFO — кооперативная компьютерная игра в жанрах шутера от первого лица и survival horror, разработанная шведской студией 10 Chambers Collective.

## Игровой процесс
Игроки в составе группы до четырёх человек принимают на себя роли вооружённых искателей сокровищ и пытаются найти и унести ценные предметы из обширного подземного лабиринта, переполненного хищными чудовищами. В каждом матче игроки должны собирать оружие, инструменты и иные ресурсы и продумывать план отступления из лабиринта.
Каждый боец может носить с собой только два вида огнестрельного оружия, один инструмент и одно оружие ближнего боя. Снаряжение искателей сокровищ не исчерпывается оружием наподобие пистолетов, дробовиков и винтовок — так, сканер позволяет обнаружить, где скрываются враги, мины и переносные турельные пулемёты — защищать участки уровня от врагов, а клеемёт — размещать липкие ловушки, или, например, «заклеить» дверь перед наступающей ордой монстров. Количество боеприпасов ограничено, и бойцы могут ранить и убить друг друга, так что целиться и стрелять следует осторожно. Помимо чудовищ, на пути игроков находятся различные головоломки и препятствия — например, закрытые двери и компьютерные терминалы, которые нужно взломать; решение этих головоломок также требует командной работы.
При каждом прохождении местонахождение целей на уровне и врагов меняется случайным образом, так что игроки не могут знать наперед, что их ждёт за очередной дверью. Многие чудовища реагируют на звук, но их можно застать врасплох, подкравшись незаметно, так что от игроков ожидается, что они будут осторожно продвигаться по лабиринту, устраняя врагов одного за другим. Игра включает в себя множество врагов разных видов: так, встревоженный Разведчик издает громкий крик, привлекая толпу врагов — потревожить его бывает так же опасно, как «ведьму» в Left 4 Dead, а Тень практически невидима, и её можно обнаружить, только наведя на монстра луч фонаря или использовав датчик движения.

## Разработка
Студия 10 Chambers Collective была основана несколькими разработчиками кооперативного шутера Payday: The Heist. Руководитель компании Ульф Андерссон заявлял, что 10 Chambers Collective создает игру полностью за свои собственные деньги и нет никакого совета директоров, которые диктовали бы разработчикам творческий выбор, так что студия вместо максимально широкой аудитории нацелена на нишевую группу игроков. Андерссон описывал игру как «жёсткий кооператив для команд из 2-4 игроков» и «не место для одиноких волков и отстающих — они погибнут, потерявшись в бесконечном лабиринте игры».